# エリスのパイドン
エリスのパイドン（古代ギリシャ語: Φαίδων、Phaídōn, 活躍：紀元前4世紀、生没年不明）は古代ギリシアの哲学者で、エリス学派の創設者。長音を略さずにパイドーンとも表記される。

## 生涯
パイドンは紀元前5世紀の終わりにエリスに生まれた。紀元前401年から紀元前400年、エリスとスパルタの戦争で、パイドンは捕虜となった。アテナイで少年愛の売春宿の奴隷（男娼）となり、その美貌は評判となった。それからソクラテスの弟子となり、ソクラテスに目をかけられ、彼に身請けされて自由の身にしてもらった。テーバイのケベス（Cebes of Thebes）やプラトンとは友人だったようで、プラトンの対話篇『パイドン』にその名を残している（アイスキネスにも同名の対話篇がある）。しかし、アテナイオスはプラトンのパイドン観の正確性を否定し、プラトンとパイドンの関係は友情ではなかったと述べている。
ソクラテスの死後まもなく、パイドンはエリスに戻り、エリス学派を興した。弟子たちの中にはアンキピュロス、モスコス（Moschus）、そして継承者のプレイスタノスがいた。その後、メネデモス（Menedemus）とプレイウスのアスクレピアデスによってエレトリアに場所を移した。それはエレトリア学派として知られ、（たとえばキケロなどによって）しばしばメガラ学派と同一視されている。

## 哲学
パイドンの教義はわかっていないし、プラトンの『パイドン』から推測することもできない。著作は現存していないが対話篇の形式だったらしい。パナイティオスは『ゾピュロス（Ζώπυρος）』と『シモン（Σίμων）』は真作だが、それ以外については疑っていたという。セネカは「徳を得る唯一の方法は良き人々の社会に入り浸ることである」というパイドンの格言を残している。